# Zygaena
Zygaena är ett släkte av fjärilar som beskrevs av Fabricius 1775. Zygaena ingår i familjen bastardsvärmare.

## Dottertaxa tillZygaena, i alfabetisk ordning[1][2]
- Zygaena abbastumana
- Zygaena abchasica
- Zygaena abdita
- Zygaena abnobae
- Zygaena abruzzina
- Zygaena absoluta
- Zygaena achalcea
- Zygaena achaltekkensis
- Zygaena achalzichensis
- Zygaena achillalpina
- Zygaena achilleae
- Zygaena achilleaeformis
- Zygaena achillfilipendulae
- Zygaena achilloides
- Zygaena acingulata
- Zygaena actae
- Zygaena acticola
- Zygaena acumine
- Zygaena adalberti
- Zygaena adanensis
- Zygaena adflata
- Zygaena adriatica
- Zygaena adsharica
- Zygaena adumbrata
- Zygaena adunata
- Zygaena adzharensis
- Zygaena aeacus
- Zygaena aeacusdecedens
- Zygaena aemilii
- Zygaena aestiva
- Zygaena aestivalis
- Zygaena aestivoprovincialis
- Zygaena afghana
- Zygaena afghanica
- Zygaena agenjoi
- Zygaena agilis
- Zygaena agnoetica
- Zygaena agridaghi
- Zygaena agutangula
- Zygaena ahmarensis
- Zygaena ahmarica
- Zygaena aisha
- Zygaena akdaghi
- Zygaena akschehirensis
- Zygaena aktashi
- Zygaena alagezi
- Zygaena alagirica
- Zygaena alaica
- Zygaena alamuntis
- Zygaena alanyca
- Zygaena alassica
- Zygaena alba
- Zygaena albaflavens
- Zygaena albana
- Zygaena albania
- Zygaena albarracina
- Zygaena albarracinensis
- Zygaena albarubens
- Zygaena albertii
- Zygaena albescens
- Zygaena albicans
- Zygaena albicincta
- Zygaena albicinctus
- Zygaena albilunaris
- Zygaena albinotica
- Zygaena albiornata
- Zygaena albipes
- Zygaena albipunctata
- Zygaena albobasimaculata
- Zygaena albobrunneata
- Zygaena albogrisea
- Zygaena albomaculata
- Zygaena albomarginata
- Zygaena albovittata
- Zygaena aldini
- Zygaena aleonada
- Zygaena alepida
- Zygaena alfacarensis
- Zygaena alfacarica
- Zygaena algarbiensis
- Zygaena algarvensis
- Zygaena algecirensis
- Zygaena algira
- Zygaena alibotensis
- Zygaena allardi
- Zygaena allgaviana
- Zygaena allgavica
- Zygaena alluaudi
- Zygaena almanzorica
- Zygaena almerica
- Zygaena alpestris
- Zygaena alpherakyi
- Zygaena alpicola
- Zygaena alpigena
- Zygaena alpina
- Zygaena alpinoides
- Zygaena alpiumgigas
- Zygaena alpiummicans
- Zygaena alpiumnana
- Zygaena alta
- Zygaena altaica
- Zygaena altalavandulae
- Zygaena altalpica
- Zygaena altamaritima
- Zygaena altapyrenaica
- Zygaena altaretensis
- Zygaena altarhaetica
- Zygaena altayensis
- Zygaena altetica
- Zygaena altissima
- Zygaena altitudinaria
- Zygaena altitudinariaeformis
- Zygaena altivolans
- Zygaena amabilis
- Zygaena amanda
- Zygaena amanica
- Zygaena amankutana
- Zygaena amasina
- Zygaena ambigua
- Zygaena amoena
- Zygaena amoenoides
- Zygaena ampla
- Zygaena amplarubra
- Zygaena amplimacula
- Zygaena amplomaculata
- Zygaena amplomarginata
- Zygaena amseli
- Zygaena amsteinii
- Zygaena anadipsia
- Zygaena anadoluica
- Zygaena analiconfluens
- Zygaena analiconjuncta
- Zygaena analielongata
- Zygaena analiinterrupta
- Zygaena anatolica
- Zygaena anatoliensis
- Zygaena anceps
- Zygaena andalusiae
- Zygaena andarabensis
- Zygaena andorica
- Zygaena angeli
- Zygaena angelicae
- Zygaena angelicaeformis
- Zygaena angelicojurassica
- Zygaena angelicotransalpina
- Zygaena angelipina
- Zygaena anglardi
- Zygaena anglica
- Zygaena anglicola
- Zygaena angloitalica
- Zygaena annulata
- Zygaena anodolitia
- Zygaena anomala
- Zygaena antecosta
- Zygaena anthrax
- Zygaena anthyllidis
- Zygaena anticeconjunta
- Zygaena antiochena
- Zygaena antiqua
- Zygaena antitaurica
- Zygaena antoniettae
- Zygaena anzascana
- Zygaena apenina
- Zygaena apennina
- Zygaena apenninica
- Zygaena apfelbecki
- Zygaena aphrodisia
- Zygaena apicaliconfluens
- Zygaena apicaliconfluenta
- Zygaena apicalidilatata
- Zygaena apicalielongata
- Zygaena apicalimaculata
- Zygaena apicalirubrior
- Zygaena apicalis
- Zygaena apicaliseparata
- Zygaena apiceconjuncta
- Zygaena apicefusca
- Zygaena apicejuncta
- Zygaena apocrypha
- Zygaena apuliana
- Zygaena aquitania
- Zygaena aragonia
- Zygaena araratensis
- Zygaena araratica
- Zygaena araxis
- Zygaena arctica
- Zygaena argentalis
- Zygaena argyllensis
- Zygaena arida
- Zygaena aries
- Zygaena aristocratica
- Zygaena armena
- Zygaena armoricensis
- Zygaena arragonene
- Zygaena arragonica
- Zygaena asiatica
- Zygaena askarii
- Zygaena aspasia
- Zygaena aspera
- Zygaena aspromontica
- Zygaena astilbonta
- Zygaena astragali
- Zygaena astragalpina
- Zygaena asturica
- Zygaena asturiensis
- Zygaena asymetrica
- Zygaena atatuerki
- Zygaena aterrima
- Zygaena athamanthae
- Zygaena athamanthoides
- Zygaena athenae
- Zygaena athicaria
- Zygaena athonis
- Zygaena atlantica
- Zygaena atrapilosa
- Zygaena atrata
- Zygaena atritella
- Zygaena auchensis
- Zygaena augsburga
- Zygaena augustiniana
- Zygaena aurantia
- Zygaena aurantiaca
- Zygaena aurantiacadecedens
- Zygaena aurantiacofucosa
- Zygaena aurantiacomutabilis
- Zygaena aurargentea
- Zygaena aurata
- Zygaena aureomaculata
- Zygaena aureoviridis
- Zygaena aurorina
- Zygaena australis
- Zygaena austriaca
- Zygaena austriahungarica
- Zygaena austrocarpathica
- Zygaena austronubigena
- Zygaena austrosilesia
- Zygaena autummalis
- Zygaena autumnalis
- Zygaena avellanea
- Zygaena avilensis
- Zygaena avinoffi
- Zygaena ayachica
- Zygaena azona
- Zygaena azurea
- Zygaena azurensis
- Zygaena azureoides
- Zygaena azurica
- Zygaena bachagha
- Zygaena baetica
- Zygaena bahri
- Zygaena balcanica
- Zygaena balcanirosea
- Zygaena balearica
- Zygaena baltica
- Zygaena banghaasi
- Zygaena barbara
- Zygaena barcelonensis
- Zygaena barcelonica
- Zygaena barcina
- Zygaena barnabeica
- Zygaena barraguéi
- Zygaena barthai
- Zygaena basaliconfluens
- Zygaena basalis
- Zygaena baschkirica
- Zygaena bashgulica
- Zygaena basibicolora
- Zygaena basiconfluens
- Zygaena basidepuncta
- Zygaena basifractistrigata
- Zygaena basiimmaculata
- Zygaena basilis
- Zygaena basimaculata
- Zygaena basimedioconfluens
- Zygaena basimediounita
- Zygaena basiunimacula
- Zygaena basiunimaculata
- Zygaena bavarica
- Zygaena beatrix
- Zygaena bekretica
- Zygaena bellidis
- Zygaena bellis
- Zygaena bellisconfluens
- Zygaena belutschistani
- Zygaena benica
- Zygaena benidormica
- Zygaena beraunensis
- Zygaena bercei
- Zygaena bernhaueri
- Zygaena bernhaueriana
- Zygaena bernieri
- Zygaena berolinensis
- Zygaena berolinoides
- Zygaena bessarabica
- Zygaena bethunei
- Zygaena beynamensis
- Zygaena bezauensis
- Zygaena bichroma
- Zygaena bicingulata
- Zygaena bicolor
- Zygaena bicolorata
- Zygaena biconjuncta
- Zygaena bielongata
- Zygaena bifractistrigata
- Zygaena biguttata
- Zygaena bijarica
- Zygaena bimacula
- Zygaena bimaculata
- Zygaena bimaculosa
- Zygaena bimutata
- Zygaena bipuncta
- Zygaena bipunctata
- Zygaena bissignata
- Zygaena bitincta
- Zygaena bitlisica
- Zygaena bitorquata
- Zygaena blachieri
- Zygaena blanda
- Zygaena bohatschi
- Zygaena bohemia
- Zygaena bohemica
- Zygaena boica
- Zygaena boicophila
- Zygaena boisduvalii
- Zygaena bongerti
- Zygaena bordei
- Zygaena borealis
- Zygaena bornefeldii
- Zygaena borreyi
- Zygaena borzhomensis
- Zygaena bosniaca
- Zygaena bosniensis
- Zygaena bourgognei
- Zygaena boursini
- Zygaena brandti
- Zygaena breillati
- Zygaena brevicornibus
- Zygaena brittaniae
- Zygaena brizae
- Zygaena brunensis
- Zygaena brunescens
- Zygaena brunnea
- Zygaena brunneata
- Zygaena brunneola
- Zygaena brunnescens
- Zygaena brussensis
- Zygaena bruttiensis
- Zygaena budensis
- Zygaena buglossi
- Zygaena bukuwkyi
- Zygaena burgeffensis
- Zygaena burgeffi
- Zygaena burgeffiana
- Zygaena burgosensis
- Zygaena burrasi
- Zygaena bustilloi
- Zygaena cacuminum
- Zygaena cadillaci
- Zygaena caerulea
- Zygaena caeruleochsenheimeri
- Zygaena caerulescens
- Zygaena calabra
- Zygaena calabraochsenheimeri
- Zygaena calabrica
- Zygaena calabricola
- Zygaena calabrochsenheimeri
- Zygaena calberlai
- Zygaena calcanei
- Zygaena caledonensis
- Zygaena caledoniae
- Zygaena caledonica
- Zygaena caliacrae
- Zygaena caliacrensis
- Zygaena callimorpha
- Zygaena calxensis
- Zygaena cambysea
- Zygaena campaniae
- Zygaena candida
- Zygaena cantabrica
- Zygaena canuta
- Zygaena caradjai
- Zygaena carentaniae
- Zygaena carinthiae
- Zygaena carinthicola
- Zygaena carmencita
- Zygaena carnea
- Zygaena carnica
- Zygaena carnifera
- Zygaena carniolica
- Zygaena carnioligiussana
- Zygaena carolimagni
- Zygaena caroni
- Zygaena caroniana
- Zygaena carsica
- Zygaena carueli
- Zygaena castellana
- Zygaena cataloniae
- Zygaena cataloniana
- Zygaena catalonica
- Zygaena caucasi
- Zygaena caucasica
- Zygaena cedri
- Zygaena celeus
- Zygaena centaureae
- Zygaena centralis
- Zygaena centralitaliae
- Zygaena centrialgeria
- Zygaena centricataloniae
- Zygaena centricaucasica
- Zygaena centrimeridionalis
- Zygaena centripuncta
- Zygaena centripunctata
- Zygaena centripyrenaea
- Zygaena centrogalliae
- Zygaena centrorossica
- Zygaena cerialis
- Zygaena ceriana
- Zygaena cerinus
- Zygaena chalkidikae
- Zygaena chalybea
- Zygaena chamurli
- Zygaena chaos
- Zygaena charlottae
- Zygaena charon
- Zygaena charonides
- Zygaena chatiparae
- Zygaena chersonesica
- Zygaena chiancatica
- Zygaena chirazica
- Zygaena chorista
- Zygaena chremisa
- Zygaena christa
- Zygaena christophi
- Zygaena chrysanthemi
- Zygaena chrysomelas
- Zygaena chrysophaea
- Zygaena cicaleti
- Zygaena cilicica
- Zygaena cimbali
- Zygaena cimelia
- Zygaena cinarae
- Zygaena cingulata
- Zygaena circumscripta
- Zygaena cisapennina
- Zygaena ciscaucasica
- Zygaena cishindukuschi
- Zygaena citrina
- Zygaena citrinus
- Zygaena clara
- Zygaena claraduponcheli
- Zygaena clavigera
- Zygaena cleui
- Zygaena clorinda
- Zygaena cocandica
- Zygaena coffaeae
- Zygaena colligata
- Zygaena collina
- Zygaena colmianica
- Zygaena coloretincta
- Zygaena comitabeatrix
- Zygaena complexa
- Zygaena complicata
- Zygaena concinna
- Zygaena concolor
- Zygaena conflua
- Zygaena confluens
- Zygaena confluenssexmaculata
- Zygaena confluenta
- Zygaena confusa
- Zygaena coniuncta
- Zygaena conjuncta
- Zygaena conjunctajalina
- Zygaena connexa
- Zygaena conserta
- Zygaena consobrina
- Zygaena conspicua
- Zygaena constantinensis
- Zygaena contaminei
- Zygaena contamineoides
- Zygaena contristans
- Zygaena corax
- Zygaena corcyrica
- Zygaena coreana
- Zygaena coronillae
- Zygaena coronilloides
- Zygaena corsica
- Zygaena corsicoides
- Zygaena corsioides
- Zygaena corycia
- Zygaena costaflavabipuncta
- Zygaena costaliconfluens
- Zygaena costalielongata
- Zygaena costazzina
- Zygaena costielongata
- Zygaena costimaculata
- Zygaena cracoviensis
- Zygaena crasseunco
- Zygaena crassimaculata
- Zygaena crateris
- Zygaena cremonae
- Zygaena crimea
- Zygaena cristallina
- Zygaena croatica
- Zygaena crocea
- Zygaena crozesi
- Zygaena cruenta
- Zygaena crymaea
- Zygaena cuneata
- Zygaena cuprea
- Zygaena curtisi
- Zygaena curtyi
- Zygaena curvata
- Zygaena cuvieri
- Zygaena cynarae
- Zygaena cynaraeformis
- Zygaena cynariformis
- Zygaena cynaroides
- Zygaena cyrus
- Zygaena cytisi
- Zygaena czipkai
- Zygaena dacica
- Zygaena daemon
- Zygaena dagestana
- Zygaena dahurica
- Zygaena daimon
- Zygaena dalmatina
- Zygaena danastriensis
- Zygaena danieli
- Zygaena danielihonoris
- Zygaena daralagezi
- Zygaena daralagezica
- Zygaena dealbata
- Zygaena deannulata
- Zygaena deanulata
- Zygaena debilia
- Zygaena decimaculata
- Zygaena decirclata
- Zygaena decollata
- Zygaena decolorata
- Zygaena decora
- Zygaena decreta
- Zygaena dedita
- Zygaena degenerata
- Zygaena deleta
- Zygaena delicioli
- Zygaena dellabrunai
- Zygaena deludens
- Zygaena demarginata
- Zygaena demavendi
- Zygaena deminiata
- Zygaena depauperata
- Zygaena depravata
- Zygaena depuncta
- Zygaena dertosensis
- Zygaena descimonti
- Zygaena detschi
- Zygaena dianema
- Zygaena diaphana
- Zygaena dichroma
- Zygaena diezma
- Zygaena diffusa
- Zygaena diffusemarginata
- Zygaena digorica
- Zygaena dilata
- Zygaena dilatata
- Zygaena diluviicola
- Zygaena dimorphica
- Zygaena diniensis
- Zygaena dinioides
- Zygaena disiuncta
- Zygaena disjuncta
- Zygaena dissociata
- Zygaena dissoluta
- Zygaena divisa
- Zygaena divulgata
- Zygaena djakovensis
- Zygaena dojranica
- Zygaena doleschalli
- Zygaena dombaiensis
- Zygaena dominatrix
- Zygaena doris
- Zygaena dormali
- Zygaena dorycnii
- Zygaena dourbensis
- Zygaena drastichi
- Zygaena drenowskii
- Zygaena dresnayi
- Zygaena droiti
- Zygaena droitica
- Zygaena dsidsilia
- Zygaena dubia
- Zygaena dufayi
- Zygaena dujardini
- Zygaena dulcis
- Zygaena dumalis
- Zygaena dumezi
- Zygaena duplex
- Zygaena duponcheli
- Zygaena duponcheliana
- Zygaena duponcheliella
- Zygaena duponti
- Zygaena dupuyi
- Zygaena dystrepta
- Zygaena dystreptoides
- Zygaena dziurzynskii
- Zygaena eboracae
- Zygaena ecki
- Zygaena ehnbergii
- Zygaena eibesiana
- Zygaena elbursica
- Zygaena elegans
- Zygaena elegantoides
- Zygaena elisae
- Zygaena elodia
- Zygaena elongata
- Zygaena emendata
- Zygaena emendataeformis
- Zygaena eminens
- Zygaena emirubra
- Zygaena engleri
- Zygaena eos
- Zygaena ephemerina
- Zygaena ephialtes
- Zygaena ephialtescarnea
- Zygaena ephialtoides
- Zygaena equensis
- Zygaena eradiata
- Zygaena erebaea
- Zygaena erebeus
- Zygaena erebus
- Zygaena eridanea
- Zygaena eriwanensis
- Zygaena erschoffi
- Zygaena erubescens
- Zygaena erythraea
- Zygaena erythraeformis
- Zygaena erythristica
- Zygaena erythroides
- Zygaena erythropyga
- Zygaena erythrosoma
- Zygaena erythrus
- Zygaena erythrusoides
- Zygaena escalerai
- Zygaena escaleraiana
- Zygaena escheburgica
- Zygaena escheri
- Zygaena escorialensis
- Zygaena escorialica
- Zygaena esperi
- Zygaena espunnensis
- Zygaena espunnica
- Zygaena esseni
- Zygaena estivalis
- Zygaena estonica
- Zygaena etruriae
- Zygaena etrusca
- Zygaena eucyanea
- Zygaena eudaemon
- Zygaena eulalia
- Zygaena eupyrenaea
- Zygaena eurogramma
- Zygaena europaea
- Zygaena europensis
- Zygaena eurythaenica
- Zygaena euxina
- Zygaena eva
- Zygaena evandrus
- Zygaena evanescens
- Zygaena eversmanni
- Zygaena examaculata
- Zygaena exarcuata
- Zygaena excellens
- Zygaena excelsa
- Zygaena excelsior
- Zygaena exigua
- Zygaena exilioides
- Zygaena eximia
- Zygaena expansa
- Zygaena expectata
- Zygaena exsiliens
- Zygaena extrema
- Zygaena exulans
- Zygaena exulantis
- Zygaena fahima
- Zygaena failliei
- Zygaena faitensis
- Zygaena faitocola
- Zygaena falcata
- Zygaena falcatae
- Zygaena falleri
- Zygaena falleriana
- Zygaena falvoconfluens
- Zygaena farsica
- Zygaena fassnidgei
- Zygaena fatracola
- Zygaena fatrica
- Zygaena fausta
- Zygaena faustina
- Zygaena faustisimilis
- Zygaena faustoides
- Zygaena faustula
- Zygaena favonia
- Zygaena felicina
- Zygaena felicinoides
- Zygaena felix
- Zygaena fereflava
- Zygaena fereimaculata
- Zygaena ferganae
- Zygaena ferganica
- Zygaena fernan
- Zygaena ferulae
- Sexfläckig bastardsvärmare, Zygaena filipendulae
- Zygaena filipjevi
- Zygaena fimbriata
- Zygaena fina
- Zygaena fiorii
- Zygaena firuzica
- Zygaena fischeri
- Zygaena flammula
- Zygaena flaugeri
- Zygaena flava
- Zygaena flavaquinquemaculata
- Zygaena flaveola
- Zygaena flavescens
- Zygaena flavianata
- Zygaena flavicola
- Zygaena flavicornis
- Zygaena flavicostata
- Zygaena flavilinea
- Zygaena flavinrubra
- Zygaena flavipalpis
- Zygaena flavisignata
- Zygaena flavoabdominalis
- Zygaena flavoalbescens
- Zygaena flavoapicefusca
- Zygaena flavobimaculosa
- Zygaena flavobimutata
- Zygaena flavobipuncta
- Zygaena flavobscura
- Zygaena flavocincta
- Zygaena flavoduplex
- Zygaena flavofimbriata
- Zygaena flavofucosa
- Zygaena flavogrisea
- Zygaena flavoinspersa
- Zygaena flavointerrupta
- Zygaena flavolatemarginata
- Zygaena flavomaculosa
- Zygaena flavomixta
- Zygaena flavomutabilis
- Zygaena flavoperfecta
- Zygaena flavoplutoides
- Zygaena flavopraetexta
- Zygaena flavopuncta
- Zygaena flavotriplex
- Zygaena fletcheri
- Zygaena florae
- Zygaena florella
- Zygaena florentina
- Zygaena florianii
- Zygaena formiacola
- Zygaena formosa
- Zygaena fortunata
- Zygaena foulquieri
- Zygaena fracticingulata
- Zygaena fractimacula
- Zygaena fractistrigata
- Zygaena franconica
- Zygaena fraxini
- Zygaena fredi
- Zygaena fremonti
- Zygaena freudei
- Zygaena freyeri
- Zygaena freyeriana
- Zygaena freyi
- Zygaena frigidagallica
- Zygaena frigidalpina
- Zygaena frigidochsenheimeri
- Zygaena frigidoliguris
- Zygaena fulgens
- Zygaena fulva
- Zygaena fulvia
- Zygaena fumata
- Zygaena fumosa
- Zygaena fumosaflava
- Zygaena funerea
- Zygaena fuscoguttata
- Zygaena galgoczensis
- Zygaena galleti
- Zygaena galliae
- Zygaena gallica
- Zygaena galvagnii
- Zygaena ganimedes
- Zygaena ganymedes
- Zygaena garganica
- Zygaena garibaldina
- Zygaena gaumaisiensis
- Zygaena gelpkei
- Zygaena gemella
- Zygaena gemina
- Zygaena geminoides
- Zygaena genevensis
- Zygaena genistae
- Zygaena genovensis
- Zygaena genuensis
- Zygaena georgiae
- Zygaena germainae
- Zygaena germanica
- Zygaena gertrudae
- Zygaena gessa
- Zygaena gheorghenica
- Zygaena ghilianii
- Zygaena gibraltarica
- Zygaena giesekingi
- Zygaena giesekingiana
- Zygaena gigantea
- Zygaena giussana
- Zygaena glaciei
- Zygaena glacieimagismaculata
- Zygaena glaoua
- Zygaena glasunovi
- Zygaena glockneriana
- Zygaena glycirhizae
- Zygaena glycirrhizae
- Zygaena goberti
- Zygaena goeremica
- Zygaena goriziana
- Zygaena gottscheeina
- Zygaena gracilis
- Zygaena gradiscana
- Zygaena graeca
- Zygaena gramanni
- Zygaena graminis
- Zygaena gramsi
- Zygaena granadina
- Zygaena graslini
- Zygaena gredosica
- Zygaena grisea
- Zygaena griseola
- Zygaena griseorosea
- Zygaena grisescens
- Zygaena grossi
- Zygaena grossmanni
- Zygaena grosvenori
- Zygaena grusica
- Zygaena guadalupei
- Zygaena guadarramica
- Zygaena gueneei
- Zygaena gueneeiformis
- Zygaena guenneri
- Zygaena guhni
- Zygaena gulsensis
- Zygaena gundafica
- Zygaena gurda
- Zygaena guttata
- Zygaena haberhaueri
- Zygaena hades
- Zygaena hadjina
- Zygaena hadjinensis
- Zygaena hadjinica
- Zygaena haegeri
- Zygaena haematina
- Zygaena hafis
- Zygaena hafneri
- Zygaena hakebensis
- Zygaena halophila
- Zygaena hanseni
- Zygaena harchaica
- Zygaena harterti
- Zygaena hartigi
- Zygaena hasankifensis
- Zygaena hassica
- Zygaena hebe
- Zygaena hedeae
- Zygaena hedwigi
- Zygaena hedysari
- Zygaena hedysaroides
- Zygaena heegeriana
- Zygaena helia
- Zygaena hellmanni
- Zygaena helmosica
- Zygaena helvetica
- Zygaena hemeocallis
- Zygaena hemicharis
- Zygaena henna
- Zygaena heptamacula
- Zygaena heringi
- Zygaena herrichschaefferi
- Zygaena herrichschaefferirubra
- Zygaena herta
- Zygaena herthae
- Zygaena herzegovinea
- Zygaena herzegowinensis
- Zygaena herzi
- Zygaena hesperina
- Zygaena hesselbarthi
- Zygaena hexamacula
- Zygaena heydenreichii
- Zygaena hibera
- Zygaena hibernica
- Zygaena hiberuncula
- Zygaena hilaris
- Zygaena hilfi
- Zygaena himmighofeni
- Zygaena hindukuschi
- Zygaena hippocrepidis
- Zygaena hippocrepis
- Zygaena hirsuta
- Zygaena hispana
- Zygaena hispanica
- Zygaena hissariensis
- Zygaena histria
- Zygaena hoffmanni
- Zygaena hoffmeyeri
- Zygaena holiki
- Zygaena holikiana
- Zygaena holingeri
- Zygaena hopfferi
- Zygaena hornicekii
- Zygaena horvathi
- Zygaena huebneri
- Zygaena huescacola
- Zygaena huescae
- Zygaena huguenini
- Zygaena hulda
- Zygaena humilis
- Zygaena hyalina
- Zygaena hyalowagneri
- Zygaena hybridophila
- Zygaena hyperfrigida
- Zygaena hyperonobrychis
- Zygaena hyperpunctata
- Zygaena hyperstoechadis
- Zygaena hypochlora
- Zygaena hyporea
- Zygaena hypsichorica
- Zygaena iberica
- Zygaena icterica
- Zygaena ictericadecedens
- Zygaena ifranica
- Zygaena ignifera
- Zygaena ikizderica
- Zygaena illiterata
- Zygaena illyrica
- Zygaena immaculata
- Zygaena impar
- Zygaena imperfecta
- Zygaena incarnata
- Zygaena incendium
- Zygaena incerta
- Zygaena incingulata
- Zygaena incisa
- Zygaena incognita
- Zygaena incompleta
- Zygaena incompta
- Zygaena ines
- Zygaena inexpectata
- Zygaena infecta
- Zygaena influens
- Zygaena infuscata
- Zygaena ingens
- Zygaena ingridae
- Zygaena inopinata
- Zygaena insularis
- Zygaena insulicola
- Zygaena interjacens
- Zygaena interligata
- Zygaena intermedia
- Zygaena intermixta
- Zygaena interposita
- Zygaena interrupta
- Zygaena intersita
- Zygaena interwagneri
- Zygaena intrepida
- Zygaena intricata
- Zygaena inula
- Zygaena inversa
- Zygaena irene
- Zygaena irhris
- Zygaena irpenjensis
- Zygaena irpinoides
- Zygaena irregularis
- Zygaena isabelae
- Zygaena isarca
- Zygaena isaria
- Zygaena isaszeghensis
- Zygaena isfahanica
- Zygaena islimjensis
- Zygaena istoki
- Zygaena itala
- Zygaena italaparva
- Zygaena italica
- Zygaena italicaaestivalis
- Zygaena italoanglica
- Zygaena italpulcherrima
- Zygaena izilanica
- Zygaena jadovnika
- Zygaena jadrana
- Zygaena jagludarensis
- Zygaena jalina
- Zygaena janthina
- Zygaena janua
- Zygaena jenissejensis
- Zygaena jeradica
- Zygaena jessima
- Zygaena jocelynae
- Zygaena johannae
- Zygaena jottrandi
- Zygaena jourdani
- Zygaena jucunda
- Zygaena judicariae
- Zygaena judicariaeformis
- Zygaena jugi
- Zygaena junceae
- Zygaena juncta
- Zygaena jurae
- Zygaena jurassica
- Zygaena jurassicola
- Zygaena jurassina
- Zygaena jurassoboica
- Zygaena kabulica
- Zygaena kabylica
- Zygaena kadenii
- Zygaena kalavrytica
- Zygaena kalkanensis
- Zygaena kalypso
- Zygaena kampfi
- Zygaena kappadokiae
- Zygaena karabaghensis
- Zygaena karatauensis
- Zygaena karategina
- Zygaena karatshaica
- Zygaena kareliae
- Zygaena karsiana
- Zygaena kasakstana
- Zygaena kasikoparana
- Zygaena kautzi
- Zygaena kavrigini
- Zygaena kebirica
- Zygaena kefersteinii
- Zygaena kendevanica
- Zygaena kenteina
- Zygaena keredjensis
- Zygaena kerendica
- Zygaena kerleri
- Zygaena kermana
- Zygaena kermanensis
- Zygaena kertshensis
- Zygaena kessleri
- Zygaena kiesenwetteri
- Zygaena kiesenwetterii
- Zygaena kiewensis
- Zygaena kijevana
- Zygaena kindermanni
- Zygaena kislovodskana
- Zygaena klapalecki
- Zygaena klosi
- Zygaena kobachidzei
- Zygaena kochelensis
- Zygaena kolbi
- Zygaena korbi
- Zygaena korbiana
- Zygaena kordestani
- Zygaena koricnensis
- Zygaena kotshubeji
- Zygaena kotzschi
- Zygaena kratochvili
- Zygaena kremkyi
- Zygaena kricheldorffi
- Zygaena kricheldorffiana
- Zygaena kruegeri
- Zygaena kubana
- Zygaena kubanensis
- Zygaena kullmanni
- Zygaena kulpiensis
- Zygaena kulzeri
- Zygaena labacensis
- Zygaena lacrymans
- Zygaena lacustris
- Zygaena ladina
- Zygaena ladiniae
- Zygaena laeta
- Zygaena laetifica
- Zygaena laetissima
- Zygaena lahayei
- Zygaena laincalvo
- Zygaena lambra
- Zygaena lampadouche
- Zygaena lamprotes
- Zygaena laphira
- Zygaena laphria
- Zygaena larchensis
- Zygaena latecincta
- Zygaena latecingulata
- Zygaena latefasciata
- Zygaena latelimbata
- Zygaena latemarginata
- Zygaena laterubra
- Zygaena latestrigata
- Zygaena lathyri
- Zygaena laticincta
- Zygaena laticingulata
- Zygaena laticlava
- Zygaena latifa
- Zygaena latina
- Zygaena latiorelimbata
- Zygaena latipennis
- Zygaena latissimecincta
- Zygaena latissimelimbata
- Zygaena latocingulata
- Zygaena latoconfluens
- Zygaena latomarginata
- Zygaena lautareti
- Zygaena lavandulae
- Zygaena lavanduloides
- Zygaena lecharlesi
- Zygaena lechati
- Zygaena ledereri
- Zygaena lederiana
- Zygaena leinfesti
- Zygaena leonensis
- Zygaena leonhardi
- Zygaena leonhardiana
- Zygaena leonica
- Zygaena leopoliensis
- Zygaena leptoderma
- Zygaena leridana
- Zygaena lesghierica
- Zygaena lesgina
- Zygaena leucopoda
- Zygaena leukothea
- Zygaena leuzensis
- Zygaena levannica
- Zygaena levrinii
- Zygaena libani
- Zygaena libanicola
- Zygaena libarnica
- Zygaena ligata
- Zygaena liguris
- Zygaena ligus
- Zygaena ligustica
- Zygaena ligusticaeformis
- Zygaena ligustina
- Zygaena lilliputana
- Zygaena limitans
- Zygaena limmenica
- Zygaena lineata
- Zygaena linnei
- Zygaena lismorica
- Zygaena litorea
- Zygaena littoralis
- Zygaena livornica
- Zygaena locheri
- Zygaena lodomerica
- Zygaena lombarda
- Zygaena longicornibus
- Zygaena longicosta
- Zygaena lonicerae
- Zygaena loniceraeformis
- Zygaena loquayi
- Zygaena loritzi
- Zygaena loti
- Zygaena loyselis
- Zygaena lozerica
- Zygaena lublinensis
- Zygaena lucania
- Zygaena lucasi
- Zygaena lucettae
- Zygaena lucida
- Zygaena lucifera
- Zygaena ludicra
- Zygaena ludmilae
- Zygaena lugdunensis
- Zygaena lunata
- Zygaena lurica
- Zygaena lusatica
- Zygaena lusitaniaemixta
- Zygaena lusitanica
- Zygaena lutea
- Zygaena luteola
- Zygaena lutescens
- Zygaena lutescensbasalis
- Zygaena lutescensconfluens
- Zygaena lutescensglycirrhizae
- Zygaena lycaonica
- Zygaena lydia
- Zygaena mabillei
- Zygaena macedonica
- Zygaena macraria
- Zygaena macromaritima
- Zygaena macrotransiens
- Zygaena macula
- Zygaena magdalenae
- Zygaena maghrebica
- Zygaena magiana
- Zygaena magismaculata
- Zygaena magna
- Zygaena magnafausta
- Zygaena magnalpina
- Zygaena magnamacula
- Zygaena magnaustralis
- Zygaena magnifica
- Zygaena magnimacula
- Zygaena mahabadica
- Zygaena maior
- Zygaena major
- Zygaena malatiana
- Zygaena malatina
- Zygaena mana
- Zygaena mangeri
- Zygaena manleyi
- Zygaena manlia
- Zygaena mannerheimi
- Zygaena mannii
- Zygaena marae
- Zygaena maraschensis
- Zygaena marcuna
- Zygaena margelanensis
- Zygaena margheritae
- Zygaena marginata
- Zygaena margitae
- Zygaena mariae
- Zygaena marinensis
- Zygaena maritima
- Zygaena maritimoides
- Zygaena marmarea
- Zygaena maroccana
- Zygaena maroccensis
- Zygaena marteni
- Zygaena martinensis
- Zygaena martirosensis
- Zygaena martirosica
- Zygaena marujae
- Zygaena marusica
- Zygaena masovica
- Zygaena masoviensis
- Zygaena masurica
- Zygaena matrana
- Zygaena mattheyi
- Zygaena maureri
- Zygaena mauretanica
- Zygaena mauriae
- Zygaena mauritanica
- Zygaena maximerubra
- Zygaena mecogana
- Zygaena media
- Zygaena medianera
- Zygaena medicaginis
- Zygaena mediconfluens
- Zygaena medioanaliinterrupta
- Zygaena medioapicaliconfluens
- Zygaena medioconfluens
- Zygaena mediodefecta
- Zygaena mediofractistrigata
- Zygaena mediointerrupta
- Zygaena medioseparata
- Zygaena mediounita
- Zygaena mediterranea
- Zygaena medusa
- Zygaena medusoides
- Zygaena megastragali
- Zygaena megorion
- Zygaena melanitica
- Zygaena melas
- Zygaena meleagris
- Zygaena melilocalabra
- Zygaena melilocampaniae
- Zygaena melilochsenheimeri
- Zygaena melilodubia
- Zygaena melilofilipendulae
- Zygaena melilorestricta
- Zygaena melilotella
- Zygaena meliloti
- Zygaena melilotiformis
- Zygaena melilotoides
- Zygaena melitensis
- Zygaena melusina
- Zygaena menaggia
- Zygaena mendolensis
- Zygaena menoetius
- Zygaena mentzeri
- Zygaena mercyi
- Zygaena meridiei
- Zygaena meridionalis
- Zygaena mersina
- Zygaena merulae
- Zygaena merzbacheri
- Zygaena mesembrina
- Zygaena mesolopha
- Zygaena mesotaenia
- Zygaena metaxys
- Zygaena meteora
- Zygaena metzgeri
- Zygaena mgouna
- Zygaena mguilda
- Zygaena michaellae
- Zygaena micingulata
- Zygaena microchsenheimeri
- Zygaena microdoxa
- Zygaena microduponcheli
- Zygaena microdystrepta
- Zygaena microetrusca
- Zygaena microfrigida
- Zygaena microhedysari
- Zygaena microhistria
- Zygaena microsaria
- Zygaena microseeboldi
- Zygaena microsegusina
- Zygaena microstoechadis
- Zygaena mideltica
- Zygaena milae
- Zygaena millefolii
- Zygaena miltosa
- Zygaena miniacea
- Zygaena miniacens
- Zygaena miniata
- Zygaena minicolor
- Zygaena minima
- Zygaena miniorubens
- Zygaena miniosa
- Zygaena minoides
- Zygaena minoidesbrunnea
- Zygaena minoidesflava
- Zygaena minor
- Zygaena minos
- Zygaena minuens
- Zygaena minuta
- Zygaena minutissima
- Zygaena mirabilis
- Zygaena misera
- Zygaena miserrima
- Zygaena misoriensis
- Zygaena misurinae
- Zygaena modesta
- Zygaena mohammad
- Zygaena monacensis
- Zygaena mongolica
- Zygaena monosignata
- Zygaena montana
- Zygaena montenegrina
- Zygaena montivaga
- Zygaena montsenica
- Zygaena moraulti
- Zygaena moravica
- Zygaena moraviensis
- Zygaena morena
- Zygaena muda
- Zygaena murciensis
- Zygaena muspratti
- Zygaena musza
- Zygaena myrmeca
- Zygaena nachitshevanica
- Zygaena nambinica
- Zygaena nanina
- Zygaena nantuatium
- Zygaena naryna
- Zygaena narzanica
- Zygaena nasukmiri
- Zygaena natolica
- Zygaena nconfluens
- Zygaena neapolitana
- Zygaena nederlandica
- Zygaena nedroma
- Zygaena neumanni
- Zygaena nevadensis
- Zygaena nevshehirica
- Zygaena nicaeae
- Zygaena nicaeica
- Zygaena niesiolowskii
- Zygaena nigerrima
- Zygaena nigra
- Zygaena nigraltitudinaria
- Zygaena nigrata
- Zygaena nigrescens
- Zygaena nigricans
- Zygaena nigrina
- Zygaena nigroabdomine
- Zygaena nigroaeacus
- Zygaena nigroathamanthae
- Zygaena nigroaurantiaca
- Zygaena nigrocincta
- Zygaena nigroicterica
- Zygaena nigroinspersa
- Zygaena nigrolimbata
- Zygaena nigromarginata
- Zygaena nigropeucedani
- Zygaena nigroprinzi
- Zygaena nigrosupposita
- Zygaena niphona
- Zygaena nissana
- Zygaena nisseni
- Zygaena nivicola
- Zygaena noacki
- Zygaena nobilis
- Zygaena nocturna
- Zygaena noguerensis
- Zygaena nomina
- Zygaena normanna
- Zygaena notissima
- Zygaena nubigena
- Zygaena nubigenella
- Zygaena nuksanensis
- Zygaena nuratanya
- Zygaena nuristanensis
- Zygaena oberthueri
- Zygaena oberthueriana
- Zygaena oblita
- Zygaena oblonga
- Zygaena oblongamacula
- Zygaena obraztsovi
- Zygaena obscura
- Zygaena obscurata
- Zygaena obscurissima
- Zygaena obsoleta
- Zygaena occidentalis
- Zygaena occidentis
- Zygaena occidentissima
- Zygaena occidosibirica
- Zygaena occitanica
- Zygaena ochraceomaculata
- Zygaena ochrida
- Zygaena ochsenheimeri
- Zygaena ochsi
- Zygaena ochtshiensis
- Zygaena ochtsii
- Zygaena octonotata
- Zygaena octornata
- Zygaena oenoda
- Zygaena okhtchaperdica
- Zygaena olbiana
- Zygaena olivacea
- Zygaena olivieri
- Zygaena omnicingulata
- Zygaena omniconfluens
- Zygaena omotoi
- Zygaena onobrychis
- Zygaena onobrychoidea
- Zygaena ononidis
- Zygaena opaca
- Zygaena optima
- Zygaena orana
- Zygaena oranoides
- Zygaena oraria
- Zygaena ordubadina
- Zygaena oreodoxa
- Zygaena oreotropha
- Zygaena oribasus
- Zygaena orichalca
- Zygaena orientalis
- Zygaena orientis
- Zygaena oriomezon
- Zygaena orion
- Zygaena orionides
- Zygaena orionjalina
- Zygaena ornata
- Zygaena orobi
- Zygaena orobiflava
- Zygaena oropesica
- Zygaena ossetica
- Zygaena osterodensis
- Zygaena osterodica
- Zygaena osthelderi
- Zygaena osthelderiana
- Zygaena ottonis
- Zygaena oufraouica
- Zygaena oukaimedeina
- Zygaena ourania
- Zygaena owsei
- Zygaena oxytropiferens
- Zygaena oxytropis
- Zygaena padana
- Zygaena padshaatensis
- Zygaena paeoniae
- Zygaena pajini
- Zygaena pallens
- Zygaena pallescens
- Zygaena pallida
- Zygaena pallidior
- Zygaena pallidoaeacus
- Zygaena pallidocoronillae
- Zygaena pallidoephialtes
- Zygaena pallidoicterica
- Zygaena pallidomedusa
- Zygaena pallidopeucedani
- Zygaena pallidotrigonellae
- Zygaena palustrella
- Zygaena palustris
- Zygaena pamira
- Zygaena panjaoica
- Zygaena pannonica
- Zygaena panticosica
- Zygaena paradisiae
- Zygaena paradoxa
- Zygaena parallela
- Zygaena paralticolaria
- Zygaena paramaritima
- Zygaena paraustralis
- Zygaena pardoi
- Zygaena parisica
- Zygaena parisiensis
- Zygaena parva
- Zygaena parvafausta
- Zygaena parvalpina
- Zygaena parviguttata
- Zygaena parvimacula
- Zygaena parvimaculata
- Zygaena parvimavulata
- Zygaena parvipuncta
- Zygaena parvisi
- Zygaena parvorion
- Zygaena parvulus
- Zygaena pasiphae
- Zygaena paucipuncta
- Zygaena paulae
- Zygaena paulula
- Zygaena pauper
- Zygaena paupera
- Zygaena pauperata
- Zygaena paupercola
- Zygaena paupercula
- Zygaena pauperetincta
- Zygaena pauperrima
- Zygaena pedemontana
- Zygaena pelisterensis
- Zygaena peloponnesica
- Zygaena penalabrica
- Zygaena penarroyae
- Zygaena pennina
- Zygaena pentachroma
- Zygaena pentasema
- Zygaena pentasignata
- Zygaena perdita
- Zygaena peripelidna
- Zygaena perodeaui
- Zygaena perornata
- Zygaena perplexa
- Zygaena persephone
- Zygaena persica
- Zygaena peschmerga
- Zygaena peszerensis
- Zygaena petri
- Zygaena petsherkensis
- Zygaena peucedani
- Zygaena peucedaninigrescens
- Zygaena peucedanoides
- Zygaena pfaehleri
- Zygaena pfeifferi
- Zygaena phacae
- Zygaena phaea
- Zygaena philamoena
- Zygaena philippsi
- Zygaena philomelica
- Zygaena phlebomelas
- Zygaena phoenicea
- Zygaena picena
- Zygaena picos
- Zygaena pictonorum
- Zygaena piemontiae
- Zygaena piemontica
- Zygaena piemonticola
- Zygaena pilosellae
- Zygaena pimpinellae
- Zygaena pinguis
- Zygaena pinguisintermedia
- Zygaena pinkensis
- Zygaena pinskica
- Zygaena placida
- Zygaena planeixi
- Zygaena planorum
- Zygaena plesioloti
- Zygaena plumula
- Zygaena plusnotata
- Zygaena pluto
- Zygaena plutoides
- Zygaena plutonia
- Zygaena pobleti
- Zygaena podolica
- Zygaena polaris
- Zygaena polonia
- Zygaena polonica
- Zygaena polygalae
- Zygaena polygalaeformis
- Zygaena pommerana
- Zygaena pontica
- Zygaena poschiavica
- Zygaena postalgira
- Zygaena posterolineata
- Zygaena posticebipuncta
- Zygaena posticeflaveola
- Zygaena posticeoobscurata
- Zygaena posticetripuncta
- Zygaena postlevrinii
- Zygaena postmaritima
- Zygaena postoccidentalis
- Zygaena postpinguis
- Zygaena powelli
- Zygaena pozziae
- Zygaena praeacuta
- Zygaena praecarpathica
- Zygaena praeclara
- Zygaena praecox
- Zygaena praegracilis
- Zygaena praematura
- Zygaena praeochsenheimeri
- Zygaena praestans
- Zygaena pratorum
- Zygaena preciosa
- Zygaena prinzi
- Zygaena prinzidecedens
- Zygaena privata
- Zygaena problematica
- Zygaena proconfluens
- Zygaena prolifera
- Zygaena promunturii
- Zygaena propinqua
- Zygaena provincialis
- Zygaena pseudoachilleae
- Zygaena pseudoalfacarensis
- Zygaena pseudoalluaudi
- Zygaena pseudoalpina
- Zygaena pseudoamasina
- Zygaena pseudoangelicae
- Zygaena pseudoapenina
- Zygaena pseudoapennina
- Zygaena pseudoaustralis
- Zygaena pseudoazurea
- Zygaena pseudoberolinensis
- Zygaena pseudoborreyi
- Zygaena pseudocaerulescens
- Zygaena pseudocalabrica
- Zygaena pseudocambysea
- Zygaena pseudocarniolica
- Zygaena pseudocarniolicarosea
- Zygaena pseudocatalonica
- Zygaena pseudoccitanica
- Zygaena pseudochristophi
- Zygaena pseudococandica
- Zygaena pseudoconfusa
- Zygaena pseudoconserta
- Zygaena pseudoconsobrina
- Zygaena pseudocontamineoides
- Zygaena pseudocoronillae
- Zygaena pseudocuvieri
- Zygaena pseudocynarae
- Zygaena pseudodiaphana
- Zygaena pseudodisjuncta
- Zygaena pseudodubia
- Zygaena pseudoduponcheli
- Zygaena pseudodystrepta
- Zygaena pseudoemendata
- Zygaena pseudoerythrus
- Zygaena pseudoespunnensis
- Zygaena pseudoetrusca
- Zygaena pseudofaitensis
- Zygaena pseudofaustula
- Zygaena pseudofavonia
- Zygaena pseudofelix
- Zygaena pseudofilipendulae
- Zygaena pseudogrisea
- Zygaena pseudohedysari
- Zygaena pseudohilfi
- Zygaena pseudohispanica
- Zygaena pseudoiberica
- Zygaena pseudointermedia
- Zygaena pseudoitalica
- Zygaena pseudokiesenwetteri
- Zygaena pseudolavandulae
- Zygaena pseudoleonhardi
- Zygaena pseudolibani
- Zygaena pseudoliguris
- Zygaena pseudoligustica
- Zygaena pseudolitorea
- Zygaena pseudomajor
- Zygaena pseudomanlia
- Zygaena pseudomannerheimi
- Zygaena pseudomanni
- Zygaena pseudomaritima
- Zygaena pseudomauretanica
- Zygaena pseudomedicaginis
- Zygaena pseudomedusa
- Zygaena pseudomeliloti
- Zygaena pseudomiltosa
- Zygaena pseudomodesta
- Zygaena pseudomodestarosea
- Zygaena pseudooccitanica
- Zygaena pseudoonobrychis
- Zygaena pseudoononidis
- Zygaena pseudoorientis
- Zygaena pseudopromunturii
- Zygaena pseudopulchrior
- Zygaena pseudoraria
- Zygaena pseudorebeli
- Zygaena pseudorhadamanthus
- Zygaena pseudoroccii
- Zygaena pseudorosacea
- Zygaena pseudorubicundus
- Zygaena pseudoscabiosae
- Zygaena pseudoscupensis
- Zygaena pseudoseparata
- Zygaena pseudoseriziati
- Zygaena pseudosmirnovi
- Zygaena pseudosorrentina
- Zygaena pseudosorrentinaeformis
- Zygaena pseudostaudingeri
- Zygaena pseudostentzi
- Zygaena pseudostentzii
- Zygaena pseudostenzi
- Zygaena pseudostenzii
- Zygaena pseudostoechadis
- Zygaena pseudostygia
- Zygaena pseudosuavis
- Zygaena pseudotaurica
- Zygaena pseudothomanni
- Zygaena pseudotransalpina
- Zygaena pseudotrigonellae
- Zygaena pseudotrimaculata
- Zygaena pseudotristis
- Zygaena pseudotruchmena
- Zygaena pseudoturkmenica
- Zygaena pseudotutti
- Zygaena pseudowagneri
- Zygaena pseudovariabilis
- Zygaena pseudowiedemanni
- Zygaena pseudozapateri
- Zygaena pseudozobeli
- Zygaena pseududystrepta
- Zygaena pudiga
- Zygaena pulcherrima
- Zygaena pulcherrimaeformis
- Zygaena pulcherrimastoechadis
- Zygaena pulchra
- Zygaena pulchrior
- Zygaena pulchroidea
- Zygaena pumila
- Zygaena puncta
- Zygaena punctachilleae
- Zygaena punctmeliloti
- Zygaena punctonotata
- Zygaena punctum
- Zygaena purachillae
- Zygaena purpuraliformis
- Zygaena purpuralis
- Zygaena purpuraloides
- Zygaena purpurella
- Zygaena pusilla
- Zygaena pusztae
- Zygaena pygmaea
- Zygaena pygmaeana
- Zygaena pygmaeoides
- Zygaena pyrenaea
- Zygaena pyrenaica
- Zygaena pyrenes
- Zygaena pythia
- Zygaena qashqai
- Zygaena quadrimaculata
- Zygaena quadripuncta
- Zygaena quadrisignata
- Zygaena quadrupla
- Zygaena querciana
- Zygaena quercii
- Zygaena quercina
- Zygaena quinqueguttata
- Zygaena quinquejuncta
- Zygaena quinquemacula
- Zygaena quinquemaculaflava
- Zygaena quinquemacularubra
- Zygaena quinquemaculata
- Zygaena quinquepuncta
- Zygaena quinquesignata
- Zygaena quintaseparata
- Zygaena radiatula
- Zygaena radiis
- Zygaena radiiszonata
- Zygaena ragonoti
- Zygaena ramburi
- Zygaena ramburii
- Zygaena rassei
- Zygaena rasura
- Zygaena ratisbonica
- Zygaena ratisponensis
- Zygaena rebeli
- Zygaena rebeliana
- Zygaena rechei
- Zygaena redempta
- Zygaena redlichi
- Zygaena reducta
- Zygaena reissi
- Zygaena reissiana
- Zygaena reissoides
- Zygaena relicta
- Zygaena renneri
- Zygaena rentschi
- Zygaena restituta
- Zygaena restricta
- Zygaena retyesati
- Zygaena reversa
- Zygaena rhadamanthus
- Zygaena rhaetiaemixta
- Zygaena rhaetica
- Zygaena rhaeticola
- Zygaena rhaetomontana
- Zygaena rhatisbonensis
- Zygaena rhenana
- Zygaena rhenicola
- Zygaena rhingauiana
- Zygaena rhodana
- Zygaena rhodani
- Zygaena rhodeophaia
- Zygaena rhodogastra
- Zygaena rhodomelas
- Zygaena rhodosica
- Zygaena rianoica
- Zygaena richteri
- Zygaena rifensis
- Zygaena riparia
- Zygaena rjabovi
- Zygaena roccai
- Zygaena rocciana
- Zygaena roccii
- Zygaena roederi
- Zygaena rognada
- Zygaena roja
- Zygaena romana
- Zygaena romea
- Zygaena romeiformis
- Zygaena rosa
- Zygaena rosacea
- Zygaena rosalis
- Zygaena rosea
- Zygaena rosei
- Zygaena rosella
- Zygaena roseopicta
- Zygaena rosinae
- Zygaena rothschildi
- Zygaena rothschildiana
- Zygaena roussilloni
- Zygaena rubbedaria
- Zygaena rubefacta
- Zygaena rubens
- Zygaena ruberrima
- Zygaena rubescens
- Zygaena rubicundiformis
- Zygaena rubicundus
- Zygaena rubifrons
- Zygaena rubioi
- Zygaena rubra
- Zygaena rubrescens
- Zygaena rubrianata
- Zygaena rubribasalis
- Zygaena rubricauda
- Zygaena rubricinctata
- Zygaena rubricingulata
- Zygaena rubricollis
- Zygaena rubricosta
- Zygaena rubricostata
- Zygaena rubrimacula
- Zygaena rubrimaculata
- Zygaena rubrior
- Zygaena rubriscapulis
- Zygaena rubrivalga
- Zygaena rubriventer
- Zygaena rubroabdominalis
- Zygaena rubroabdominalisconfluens
- Zygaena rubroanata
- Zygaena rubrobrunneata
- Zygaena rubroconfluens
- Zygaena rubrocosta
- Zygaena rubrocostata
- Zygaena rubrofimbriata
- Zygaena rubrofucosa
- Zygaena rubromixta
- Zygaena rubromutabilis
- Zygaena rubroperfecta
- Zygaena rubropicta
- Zygaena rubropuncta
- Zygaena rubrostriata
- Zygaena rubrosuffusa
- Zygaena rubrotecta
- Zygaena rubrothoracalis
- Zygaena rubrothoraxalis
- Zygaena rudolfi
- Zygaena rueckbeili
- Zygaena ruefferi
- Zygaena ruficincta
- Zygaena ruficostata
- Zygaena rumelica
- Zygaena rupicola
- Zygaena rusicadica
- Zygaena rustica
- Zygaena rutilans
- Zygaena saadii
- Zygaena sabina
- Zygaena sabulosa
- Zygaena saccarella
- Zygaena sagarrai
- Zygaena sagarraiana
- Zygaena sagitta
- Zygaena sajana
- Zygaena salangana
- Zygaena saleria
- Zygaena salmonea
- Zygaena samarensis
- Zygaena sanctabalmica
- Zygaena sandeciensis
- Zygaena sanguinalis
- Zygaena saounica
- Zygaena saportae
- Zygaena saratovensis
- Zygaena sardoa
- Zygaena sareptensis
- Zygaena sarothamni
- Zygaena sarpedon
- Zygaena sarykamyshensis
- Zygaena savoia
- Zygaena scabiosae
- Zygaena scabiosaeformis
- Zygaena scabiosoides
- Zygaena scalo
- Zygaena scawerdae
- Zygaena schaefferi
- Zygaena schahrudensis
- Zygaena scheibei
- Zygaena scheveni
- Zygaena schmidti
- Zygaena schneideri
- Zygaena scholzi
- Zygaena schuberti
- Zygaena schultei
- Zygaena schwingenschussi
- Zygaena scopjina
- Zygaena scopoli
- Zygaena scotica
- Zygaena scotoesthes
- Zygaena scovitzii
- Zygaena scupensis
- Zygaena sebdouensis
- Zygaena secunda
- Zygaena secundogenita
- Zygaena securigera
- Zygaena sedi
- Zygaena seeboldi
- Zygaena seekaarensis
- Zygaena segontii
- Zygaena segregata
- Zygaena segusina
- Zygaena segusterica
- Zygaena seitzi
- Zygaena selenion
- Zygaena semiannulata
- Zygaena semianulata
- Zygaena semicincta
- Zygaena semicingulata
- Zygaena semicitrina
- Zygaena semiconfluens
- Zygaena semidiaphana
- Zygaena semiguenneri
- Zygaena semiinterrupta
- Zygaena semilutescens
- Zygaena seminigrata
- Zygaena semipaupera
- Zygaena semipeucedani
- Zygaena semipuncta
- Zygaena semireversa
- Zygaena semirubra
- Zygaena semistriata
- Zygaena senescens
- Zygaena sengana
- Zygaena senilis
- Zygaena separata
- Zygaena septemaculata
- Zygaena septembrina
- Zygaena seriziati
- Zygaena serpylli
- Zygaena sexmacula
- Zygaena sexmaculata
- Zygaena sexmaculataconfluens
- Zygaena sexpunctata
- Zygaena sextadealbata
- Zygaena sextarubra
- Zygaena sextaseparata
- Zygaena sextasparata
- Zygaena sextasperata
- Zygaena sharensis
- Zygaena sheljuzhkoi
- Zygaena sheljuzhkoiana
- Zygaena shemachensis
- Zygaena shivacola
- Zygaena shugnana
- Zygaena siagnica
- Zygaena sibirica
- Zygaena sibyllina
- Zygaena sicilia
- Zygaena siciliae
- Zygaena siciliana
- Zygaena siciliensis
- Zygaena sicula
- Zygaena siehei
- Zygaena siepii
- Zygaena sikensis
- Zygaena silaecola
- Zygaena silana
- Zygaena silbernageli
- Zygaena silenus
- Zygaena silvestrii
- Zygaena simferopolica
- Zygaena simplex
- Zygaena sinistrotricolor
- Zygaena slabyi
- Zygaena slabyiana
- Zygaena slavonica
- Zygaena sliwenensis
- Zygaena slivnenska
- Zygaena slovakia
- Zygaena smirnovi
- Zygaena sogdiana
- Zygaena solleti
- Zygaena sophiae
- Zygaena soriacola
- Zygaena sorrentina
- Zygaena sorrentinaeformis
- Zygaena sorrentinaeformisflava
- Zygaena sorrentinaeformisrubra
- Zygaena sorrentinoides
- Zygaena sovinskiji
- Zygaena speciosa
- Zygaena sphingiformis
- Zygaena spicae
- Zygaena splendida
- Zygaena splugena
- Zygaena spoliata
- Zygaena staechadis
- Zygaena staefae
- Zygaena staliana
- Zygaena stauderi
- Zygaena staudingeri
- Zygaena staudingeriana
- Zygaena stenistigma
- Zygaena stentzii
- Zygaena stephensi
- Zygaena stettina
- Zygaena stettinensis
- Zygaena sticheli
- Zygaena stiefi
- Zygaena stoechadimima
- Zygaena stoechadina
- Zygaena stoechadioides
- Zygaena stoechadis
- Zygaena stoechadoides
- Zygaena storaiae
- Zygaena strandi
- Zygaena strandiana
- Zygaena strecsnoensis
- Zygaena striata
- Zygaena strongyla
- Zygaena stultulus
- Zygaena stygia
- Zygaena styria
- Zygaena styriaca
- Zygaena suanetica
- Zygaena suavis
- Zygaena subalmanzorica
- Zygaena subalpina
- Zygaena subalpivolans
- Zygaena subalticola
- Zygaena subalticoloides
- Zygaena subcaerulea
- Zygaena subcarpathica
- Zygaena subconfluens
- Zygaena subdivisa
- Zygaena subemendata
- Zygaena subglocknerica
- Zygaena subjugi
- Zygaena subliguris
- Zygaena submanni
- Zygaena submontana
- Zygaena subochracea
- Zygaena subonobrychis
- Zygaena subsyracusia
- Zygaena subviridis
- Zygaena suchumensis
- Zygaena sueciae
- Zygaena suevica
- Zygaena suffusa
- Zygaena suleimanica
- Zygaena suleimanicola
- Zygaena sultana
- Zygaena sultanbeki
- Zygaena superba
- Zygaena superdystrepta
- Zygaena superflua
- Zygaena superononidis
- Zygaena sylvana
- Zygaena syracusia
- Zygaena syriaca
- Zygaena syrmica
- Zygaena syrmiensis
- Zygaena tachdirtica
- Zygaena taddertica
- Zygaena tafnae
- Zygaena taftanica
- Zygaena talassica
- Zygaena talassinensis
- Zygaena tamara
- Zygaena tambovana
- Zygaena tambovensis
- Zygaena tanara
- Zygaena tannuensis
- Zygaena tarentensis
- Zygaena tarkiana
- Zygaena tarkiensis
- Zygaena tarragonensis
- Zygaena tashkentensis
- Zygaena tatla
- Zygaena tatvanensis
- Zygaena tatvanica
- Zygaena tauriana
- Zygaena taurica
- Zygaena taurida
- Zygaena taurinensis
- Zygaena taurinorum
- Zygaena tavaresii
- Zygaena tbilisica
- Zygaena teberdensis
- Zygaena teberdica
- Zygaena teberdina
- Zygaena telealgira
- Zygaena tendina
- Zygaena tenuelimbata
- Zygaena tenueunco
- Zygaena tenuicingulata
- Zygaena tenuicurva
- Zygaena tenuimarginata
- Zygaena tenuiorelimbata
- Zygaena tenuissima
- Zygaena tenuissimelimbata
- Zygaena teriolensis
- Zygaena ternoflava
- Zygaena ternovanensis
- Zygaena terny
- Zygaena tertiaedeleta
- Zygaena teruelensis
- Zygaena tessala
- Zygaena testensis
- Zygaena thaumasta
- Zygaena theryi
- Zygaena thevestis
- Zygaena thomanni
- Zygaena thomasorum
- Zygaena thracica
- Zygaena thurneri
- Zygaena tianschanica
- Zygaena tichkana
- Zygaena tiefi
- Zygaena tigrina
- Zygaena tigulii
- Zygaena tilaventa
- Zygaena timeliltica
- Zygaena timida
- Zygaena tindiensis
- Zygaena tingitana
- Zygaena tipula
- Zygaena tirabzona
- Zygaena tirabzonica
- Zygaena tiranica
- Zygaena tizeragis
- Zygaena tizina
- Zygaena tkatshukovi
- Zygaena tlemceni
- Zygaena tokatensis
- Zygaena tolmezzana
- Zygaena tomaszowiensis
- Zygaena tonalensis
- Zygaena tonzanica
- Zygaena torgnica
- Zygaena torgniensis
- Zygaena totanigra
- Zygaena totarubra
- Zygaena toticonfluens
- Zygaena totirubra
- Zygaena tourrettica
- Zygaena transalpina
- Zygaena transalpinoides
- Zygaena transapennina
- Zygaena transcarpathina
- Zygaena transferens
- Zygaena transiens
- Zygaena transiensnigra
- Zygaena translonicerae
- Zygaena translucens
- Zygaena transpadana
- Zygaena transpamirina
- Zygaena transsylvaniae
- Zygaena transuralica
- Zygaena transviridis
- Zygaena tremitica
- Zygaena trevinca
- Zygaena tricingulata
- Zygaena tricolor
- Zygaena triconjuncta
- Zygaena trifolii
- Zygaena trigonellae
- Zygaena trigonelloides
- Zygaena trimacula
- Zygaena trimaculata
- Zygaena trinacria
- Zygaena tripicta
- Zygaena triplex
- Zygaena triptolemus
- Zygaena tripuncta
- Zygaena tripunctata
- Zygaena trisignata
- Zygaena tristis
- Zygaena trivittata
- Zygaena truchmena
- Zygaena tshimganica
- Zygaena tuapsica
- Zygaena turatii
- Zygaena turbeti
- Zygaena turkmenica
- Zygaena tusca
- Zygaena tuscamodica
- Zygaena tutti
- Zygaena tymphrestica
- Zygaena tyrasica
- Zygaena ukraina
- Zygaena ukrainica
- Zygaena uncodlabello
- Zygaena undecimaculata
- Zygaena ungemachi
- Zygaena unicingulata
- Zygaena unicolor
- Zygaena unimaculata
- Zygaena unipunctata
- Zygaena unita
- Zygaena unitella
- Zygaena uralensis
- Zygaena uralia
- Zygaena urania
- Zygaena ussuriensis
- Zygaena uzjana
- Zygaena wachauensis
- Zygaena wagneri
- Zygaena wagneriana
- Zygaena valenciaca
- Zygaena valentini
- Zygaena valesiaca
- Zygaena valesiae
- Zygaena valida
- Zygaena validior
- Zygaena vallettensis
- Zygaena waltharii
- Zygaena vanadis
- Zygaena vandalitia
- Zygaena vandarbanensis
- Zygaena vangeli
- Zygaena vanica
- Zygaena vardarica
- Zygaena vardariensis
- Zygaena variabilis
- Zygaena varior
- Zygaena warszawiensis
- Zygaena vartianae
- Zygaena wazhmakai
- Zygaena vegai
- Zygaena weidingeri
- Zygaena weileri
- Zygaena weileritricolor
- Zygaena veldenensis
- Zygaena vellayi
- Zygaena veneta
- Zygaena venusta
- Zygaena verityana
- Zygaena verityi
- Zygaena vernalis
- Zygaena vernetensis
- Zygaena veronicae
- Zygaena verrina
- Zygaena vertebralis
- Zygaena vesubiana
- Mindre bastardsvärmare, Zygaena viciae
- Zygaena victrix
- Zygaena wiedemannii
- Zygaena wiegeli
- Zygaena wieterensis
- Zygaena vigei
- Zygaena villajoyosica
- Zygaena willaumei
- Zygaena villosa
- Zygaena wiltshirei
- Zygaena vindobonensis
- Zygaena vindobonica
- Zygaena winneguthi
- Zygaena violacea
- Zygaena violaceoaeacus
- Zygaena violaceocoronillae
- Zygaena violaceoephialtes
- Zygaena violaceoicterica
- Zygaena violaceomedusa
- Zygaena violaceometzgeri
- Zygaena violaceopeucedani
- Zygaena violaceoprinzi
- Zygaena violaceotriplex
- Zygaena violascens
- Zygaena virginea
- Zygaena viridescens
- Zygaena viridis
- Zygaena wiskotti
- Zygaena vitrea
- Zygaena vitrina
- Zygaena witti
- Zygaena vivax
- Zygaena vogesiaca
- Zygaena wojtusiaki
- Zygaena worthingi
- Zygaena vosegiensis
- Zygaena vozea
- Zygaena vulgaris
- Zygaena wullschlegeli
- Zygaena wutzdorffi
- Zygaena wyatti
- Zygaena xanthographa
- Zygaena xanthomarginata
- Zygaena xanthos
- Zygaena xauensis
- Zygaena xerophila
- Zygaena xerxes
- Zygaena youngi
- Zygaena ytenensis
- Zygaena zamoscensis
- Zygaena zangezuri
- Zygaena zangezurica
- Zygaena zangherii
- Zygaena zapateri
- Zygaena zarana
- Zygaena zermattensis
- Zygaena zhicharevi
- Zygaena zickerti
- Zygaena ziganacola
- Zygaena zlatoroga
- Zygaena zobeli
- Zygaena zonata
- Zygaena zoraida
- Zygaena zuleima

## Bildgalleri

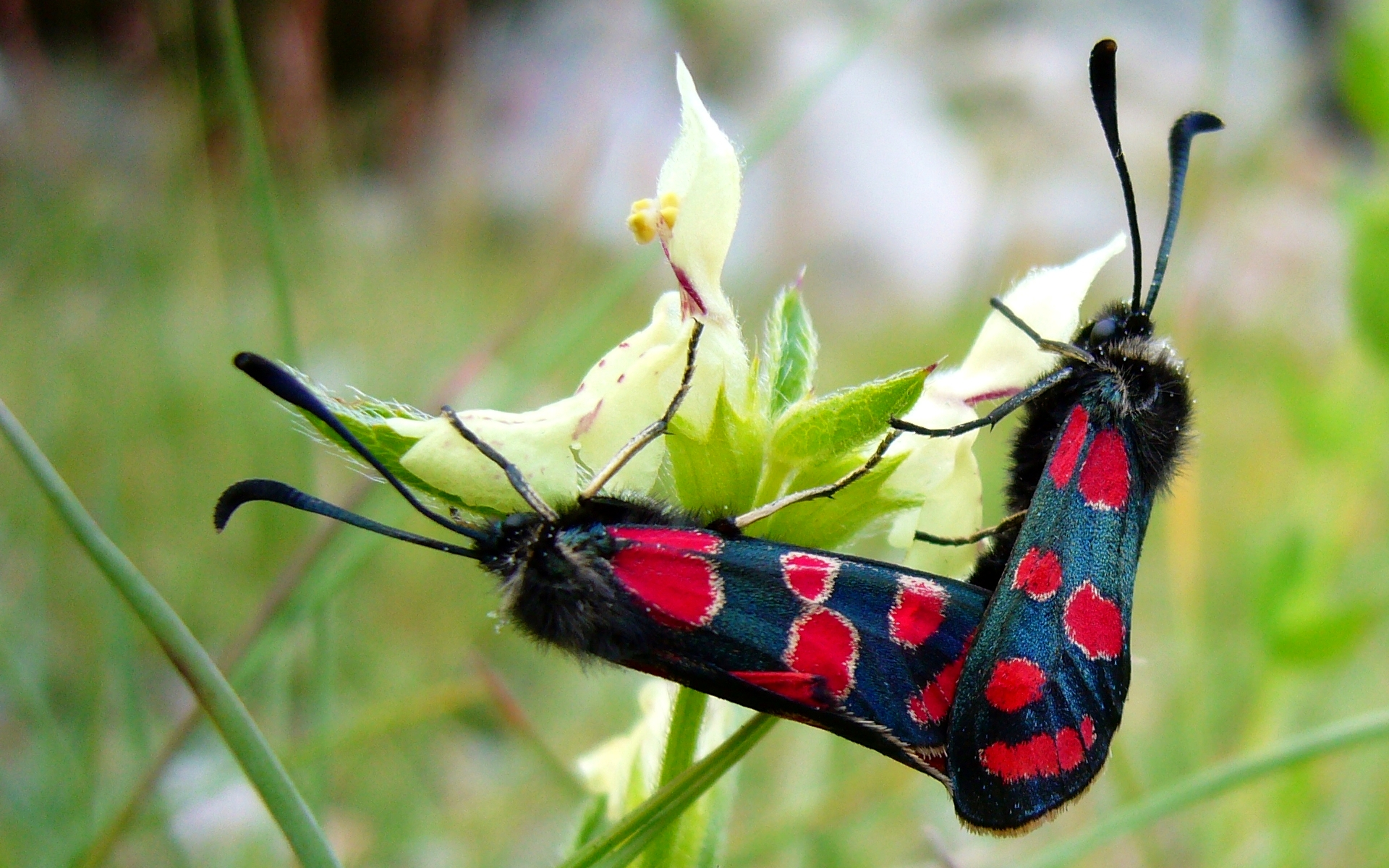
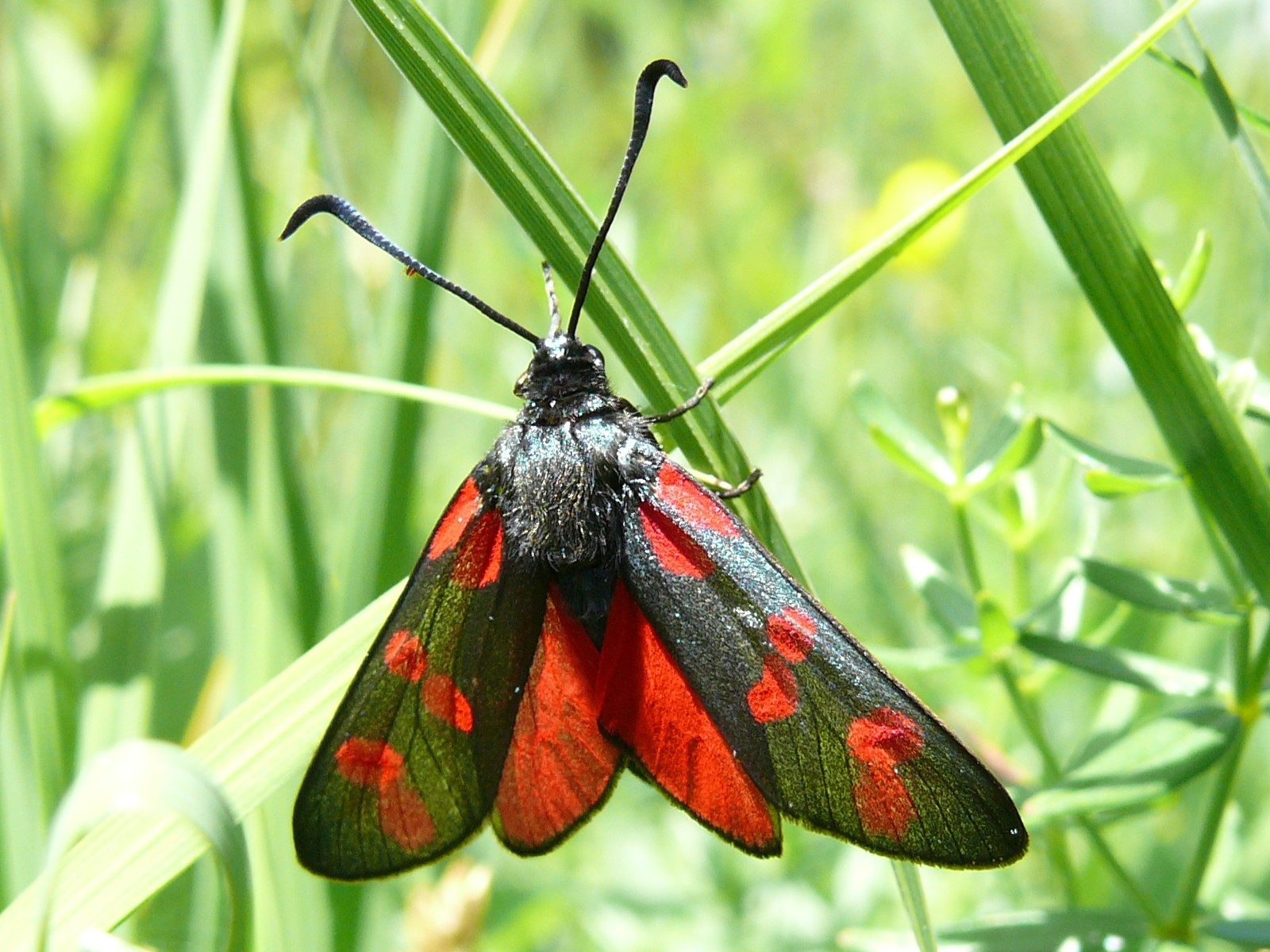
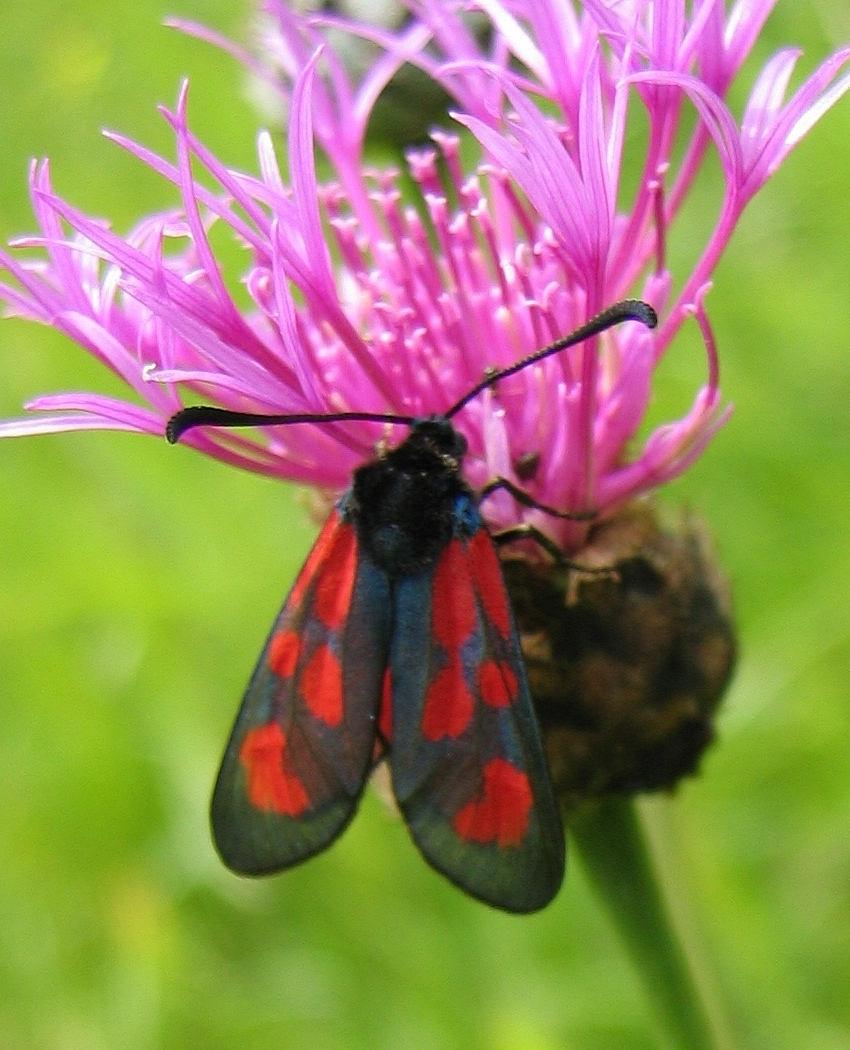
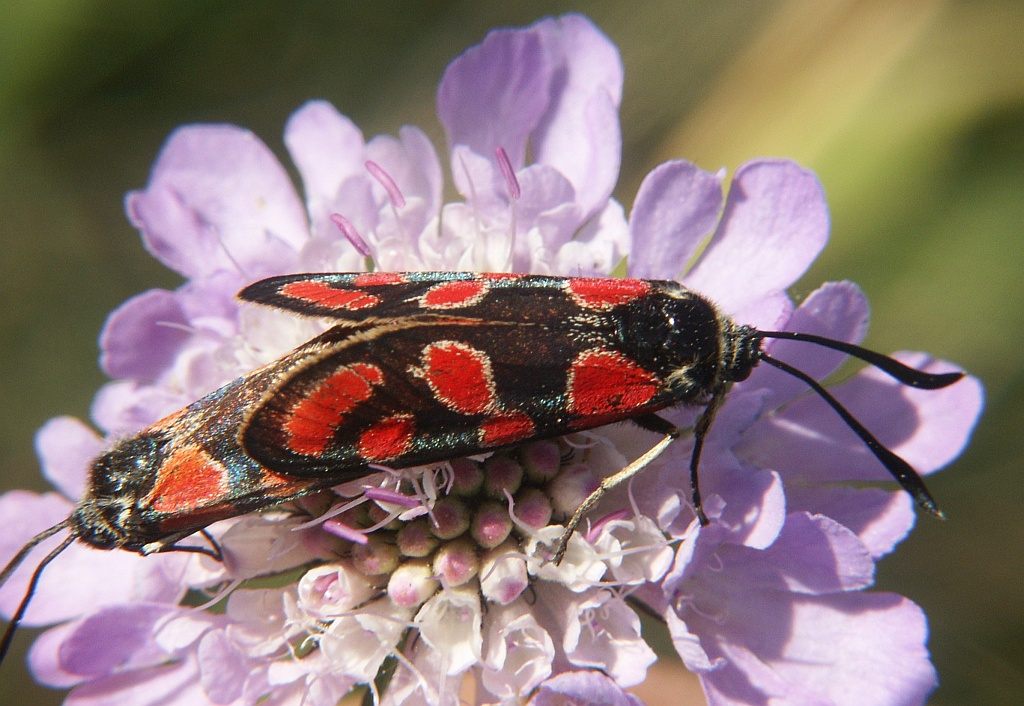
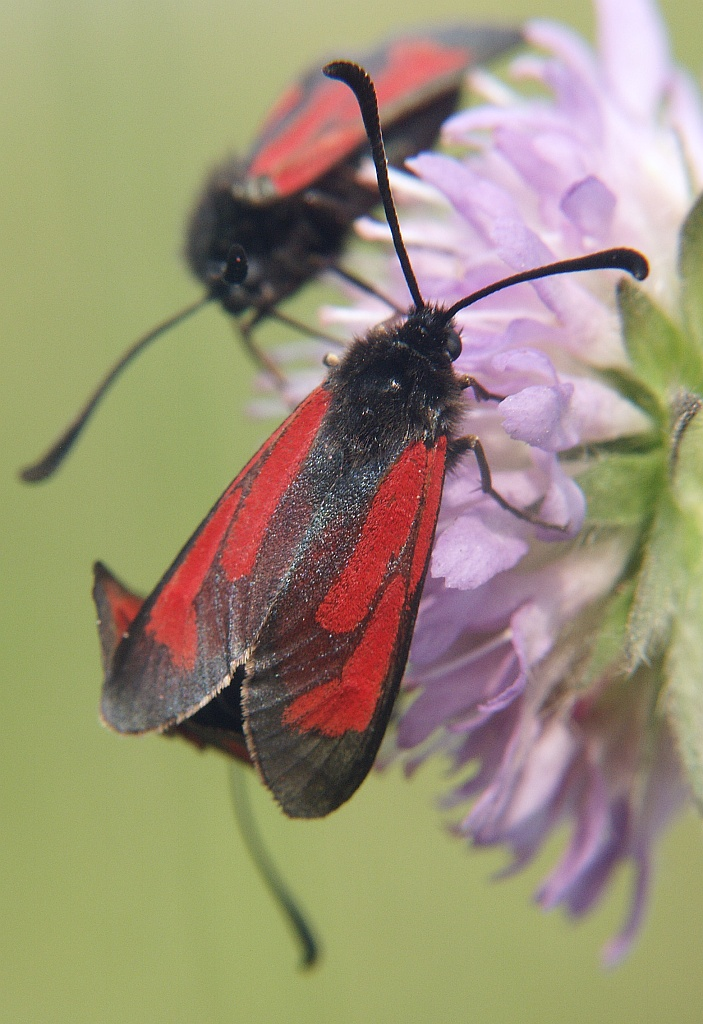
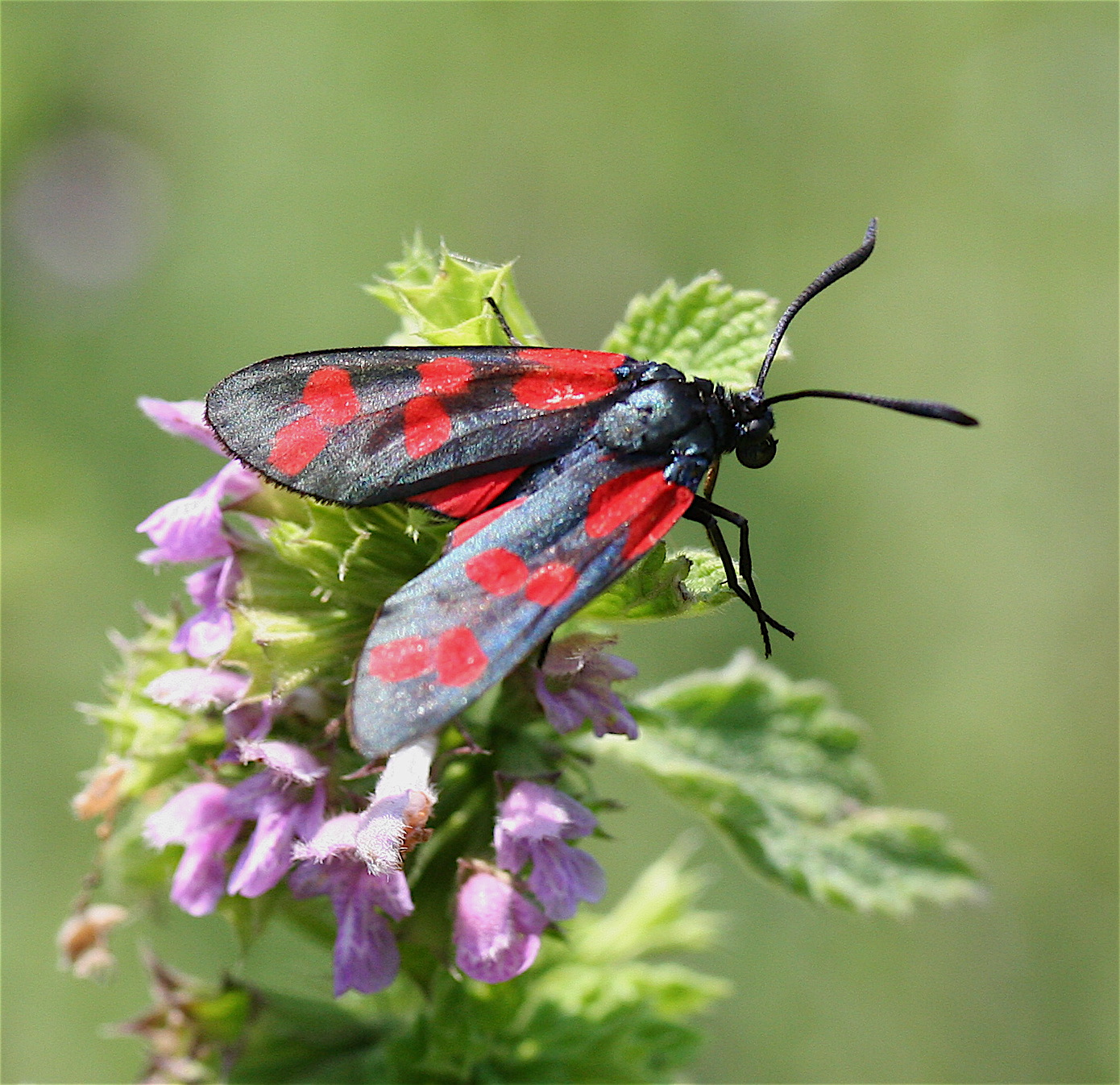